# Mill Creek (Washington)

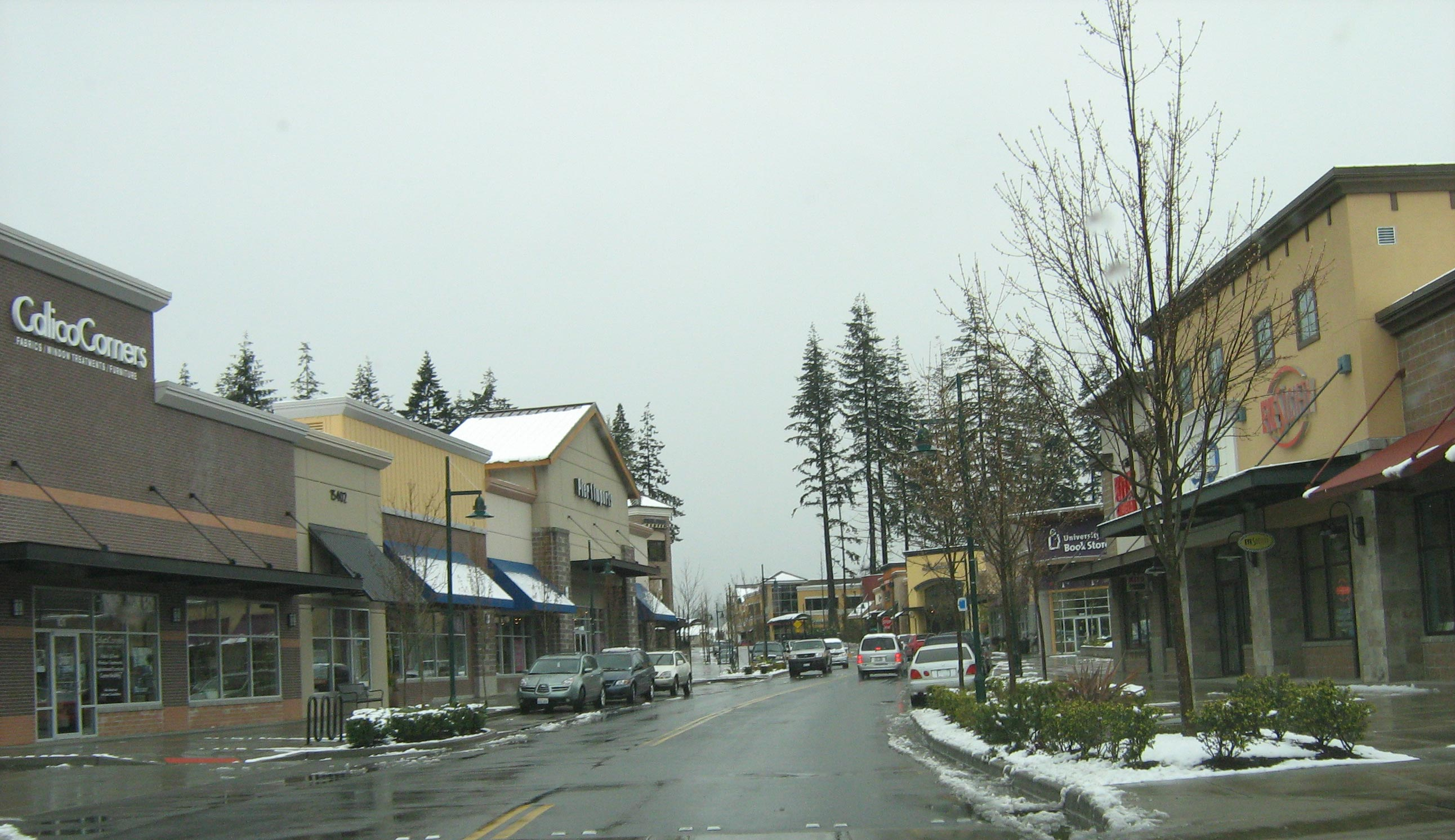
Centrum města Mill Creek.

Mill Creek je město v okrese Snohomish v americkém státě Washington, které se nachází zhruba 30 kilometrů na severozápad od centra Seattlu a je částí metropolitní oblasti Seattle. V roce 2010 v něm žilo 18 244 obyvatel. Původně se jednalo o plánovanou obec, která vyrostla kolem golfového hřiště, které bývalo jejím středem. Podle důchodu na hlavu se jedná o 19. nejbohatší obec ve státě Washington.

## Historie
Mill Creek byl oficiálně začleněn v srpnu 1983. Poté město rychle rostlo, přibývaly jak obyvatelé, tak pracovní místa. Nyní je jeho centrem městem sponzorovaný komplex smíšeného využití Mill Creek Town Center. Před počátkem tohoto století pokrývaly značnou část města lesy, ale poslední dobou bylo kolem místních silnic, včetně hlavní tepny, Washington State Route 527, postaveno mnoho obytných objektů. Díky tomu nabyla většího významu i místní střední škola. Do města spadá také pás zeleně na jihovýchodě území obce.

## Vzdělávání
Město obsluhují čtyři základní školy, dvě prostřední školy a střední škola Henryho M. Jacksona. Město patří do školního obvodu Everett.

## Geografie
Podle statistického úřadu má město rozlohu 9,2 km², z čehož vše tvoří souš. Městem protéká několik potoků, mezi které patří North Creek, Penny Creek a Nickel Creek. Také se zde nachází potok s názvem Mill Creek, který nevytéká přes hranice města. Jeho jméno bylo ale až do roku 2001 Smokehouse Creek.

## Demografie
V roce 2010 město obývalo 18 244 lidí, z nichž 74 % tvořili běloši, 17 % Asiaté a 2 % Afroameričané. 6 % obyvatelstva bylo hispánského původu.

## Parky a rekreace
Na území města se nachází několik městských a místních parků, jako jsou Nickel Creek Park, Cougar Park, Heron Park nebo Mill Creek Sports Park. Dále se zde nachází soukromé golfové hřiště, kolem nějž bylo město postaveno, a přírodní rezervace ochraňující potok Penny Creek. Okresní parky v blízkosti města zahrnují McCollum Park a North Creek Park.
Kromě parků se zde nachází také několik pěších a cyklistických stezek. Tou nejdůležitější je pravděpodobně North Creek Trail, která začíná v McCollum Parku a končí na ulici 164th Street. Běží přibližně souběžně s potokem North Creek.